# Hospital de Santiago (Cardona)
El Hospital de Santiago es un monumento que forma parte del Inventario del Patrimonio Arquitectónico de Cataluña de la villa de Cardona en la comarca del Bages de la provincia de Barcelona.
Antes del hospital de Santiago, en Cardona había habido el antiguo Hospital de Pobres de la Almoina de la Canónica de San Vicente, del que se tiene noticia de su existencia antes del año 1083.

## Descripción
Edificio de arquitectura civil destinado a Hospital Municipal, con la fachada principal orientada a mediodía. El edificio de cuatro vientos presenta un cuerpo central diferenciado en la fachada de mediodía y en el interior un patio con unas galerías también orientadas a mediodía. La construcción presenta en su estructura general una gran simetría y austeridad de formas, marcando poco la decoración.
Actualmente es una residencia geriátrica con el nombre de Residencia de 3.ª edad Santiago.

## Historia

### Antiguos Hospitales de pobres de Santiago

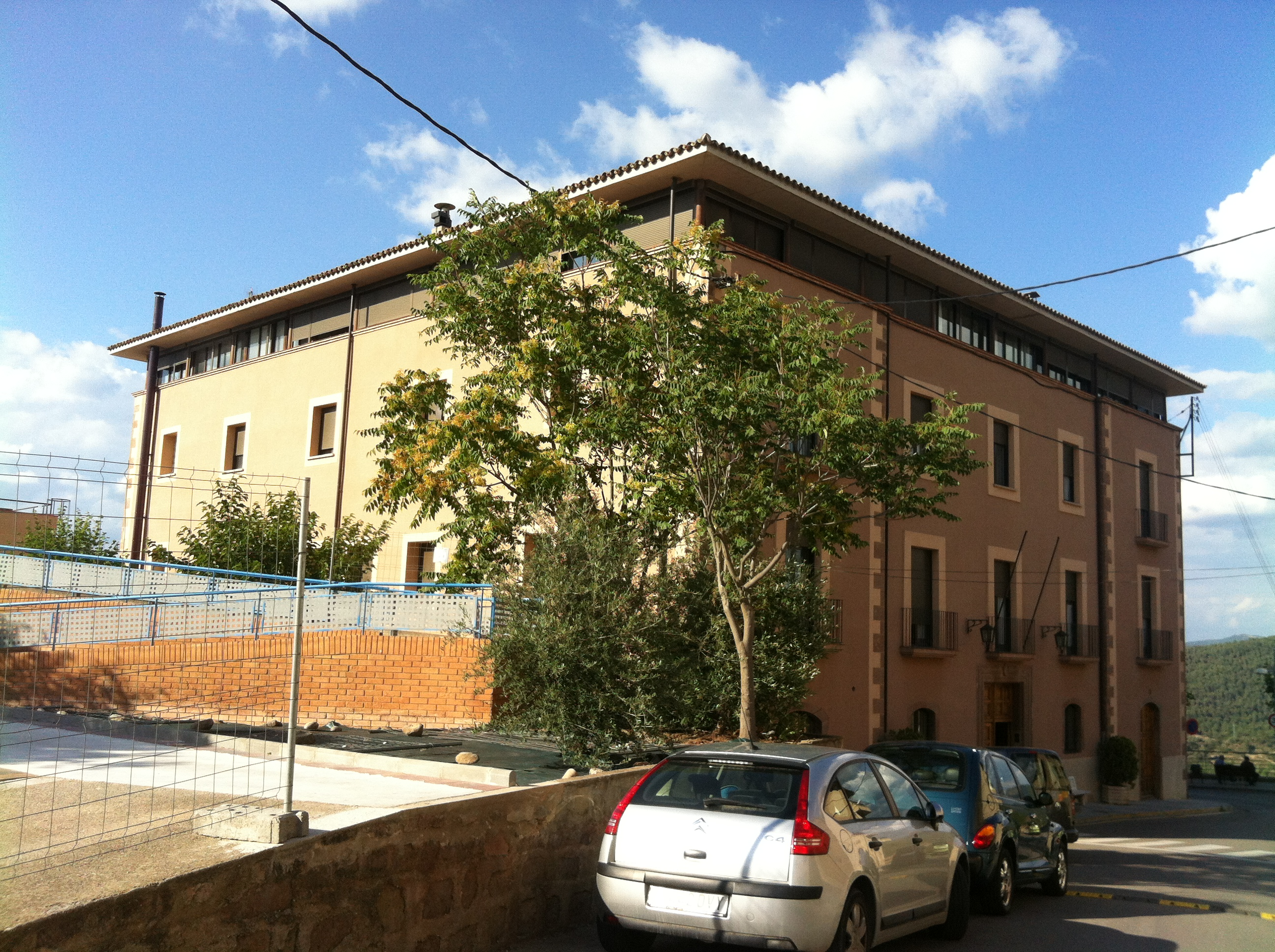
Residencia de San Jaime

El actual edificio del hospital de Santiago ocupa el lugar del segundo gran hospital construido por la villa de Cardona, cuando el de la calle del mercado quedó inhabilitado. Este segundo hospital fue destruido por el general Lacy, siguiendo las órdenes del Gobierno central en la guerra de la Independencia Española.
Hay documentación fechada desde la primera mitad del siglo XVI que nos dice que el hospital más antiguo estaba situado junto a la capilla de Santa Eulalia. Como este hospital quedó rodeado de casas se tuvo la necesidad de construir un nuevo hospital situado en la cornisa norte de la villa.

### Nuevo Hospital de Santiago
El nuevo hospital fue construido por iniciativa de la villa de Cardona, en 1852 se colocó la primera piedra y pronto se consiguió que fuera hospital comarcal, hasta que en 1870 pasó de nuevo a Hospital municipal. El general Lacy destruyó también el vecino convento de los franciscanos y con las piedras y sillares de la puerta de la iglesia de este convento (del 1642) se utilizaron para la puerta del nuevo hospital.